# Diego Milito
Diego Alberto Milito född 12 juni 1979 i Bernal, Quilmes, Buenos Aires, är en argentinsk före detta fotbollsspelare som senast spelade för Racing Club. Han har tidigare representerat Argentinas landslag.      

## Klubbkarriär
Milito började sin professionella karriär i Racing Club, med vilka han vann den argentinska förstadivisionen 2001. Vid denna tidpunkt spelade hans yngre broder Gabriel Milito för Racings huvudrival, Independiente. År 2004 flyttade Diego Milito vidare till italienska Genoa, som vid detta tillfälle spelade i Italiens andradivision. Efter två mycket framgångsrika säsonger i klubben förenades Diego Milito med brodern Gabriel i spanska Real Zaragoza. 2006 gjorde han fyra mål mot Real Madrid i första semifinalronden av Copa del Rey, och slutade säsongen som Real Zaragozas skyttekung med 15 mål i Spaniens förstadivision.
År 2008 värvades han till Genoa. I Genoa blev han tvåa i skytteligan i serie A med 24 mål. 1 juli 2009 flyttade Milito till storklubben Inter, han skrev på ett kontrakt som sträckte sig till 30 juni 2013. Priset var okänt med det stod klart att Robert Acquafresca ingick som delbetalning. 
Milito hade sin mest framgångsrika säsong 2009/2010 då han vann trippeln med Inter och var också den avgörande spelaren i samtliga mästerskap. Han gjorde det enda målet i sista ligamatchen mot Siena som säkrade deras förstaplats, före Roma. I Coppa Italia stod Roma som motståndare i finalen och matchen avgjordes av Militos enda mål. I Champions League-finalen mot Bayern München gjorde Milito båda målen och säkrade därmed trippeln.

## Landslagskarriär
Diego Milito gjorde sin landslagsdebut år 2003 i en match mot Uruguay, då han gjorde två mål. 2006 blev han återigen målskytt för landslaget i en match mot Brasilien, och han spelade också för Argentina i Copa América 2007. Milito ingick i truppen till Fotbolls-VM 2010, men fick lite speltid, då förbundskaptenen Diego Maradona föredrog Gonzalo Higuaín som central spets.